# Valle de Calingasta

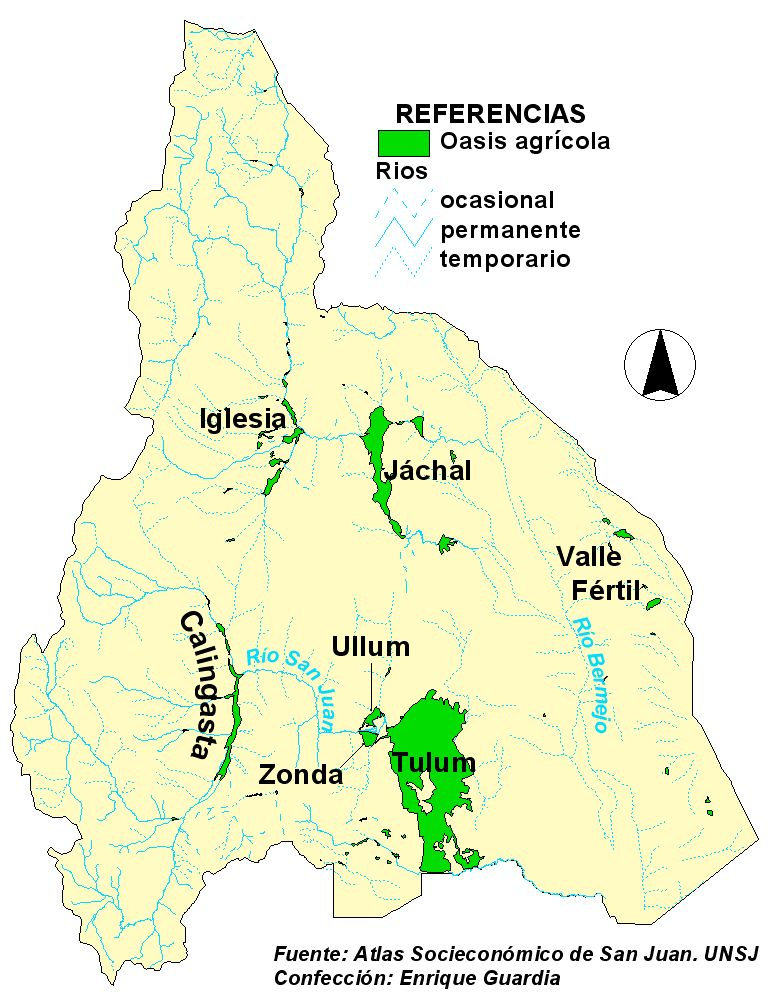
Mapa de la provincia de San Juan con la ubicación de sus respectivos oasis, donde se observa la ubicación del Valle de Calingasta.

El Valle de Calingasta, es una depresión superficial terrestre de forma alargada donde discurren las aguas de los ríos: de los Patos, Castaño y San Juan, donde se asientan una serie de oasis de tipo artificial, producto de un sistema de riego. Está ubicado al suroeste de la  provincia de San Juan, en el centro este del departamento homónimo, aproximadamente al centro oeste de Argentina. 
Se caracteriza por ser una zona donde predomina como actividad económica la agricultura, destacándose la producción de plantaciones estacionales como el ajo o plantaciones de tipo permanente, en el último decenio, como vid. También el recurso escénico (paisaje natural) es explotado para el turista.

## Localización
El Valle de Calingasta, se ubica en el extremo sur oeste de la provincia de San Juan, en el centro este del departamento del mismo nombre, al oeste de, a 200 km, de la ciudad de San Juan. Está emplazado en el centro de la Depresión Rodeo-Calingasta-Uspallata, encerrado al oeste por la Cordillera de los Andes y al este por la Precordillera, desarrollado a ambas márgenes de los ríos: los Patos y Castaño. 